# Petrodiésel

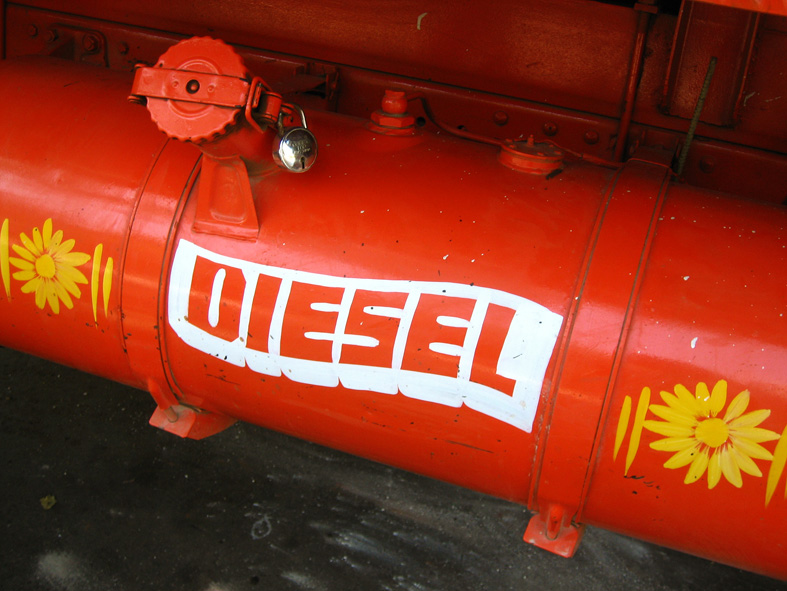
Tanque rojo de diésel de un camión en Bombay, India.

El petrodiésel es el diésel derivado del petróleo. Es una mezcla de hidrocarburos que se obtiene por destilación fraccionada del petróleo entre 250 y 350 °C (482 y 662 °F) a presión atmosférica. El diésel es más sencillo de refinar que la gasolina y suele costar menos. Por el contrario, tiene mayores cantidades de compuestos minerales y de azufre.
En España se denomina gasóleo al combustible y diésel al motor diésel,[cita requerida] aunque en Hispanoamérica es más común usar diésel para ambos y en Colombia se lo denomina ACPM, que son las siglas de Aceite Combustible Para Motores.
Se diferencia del biodiésel, que es el diésel o biocarburante extraído del aceite vegetal.[cita requerida]

## Usos
El diésel tiene aproximadamente un 18 por ciento más de energía por unidad de volumen que la gasolina, lo que, sumado a la mayor eficiencia de los motores diésel, contribuye a que su rendimiento sea mayor.
En el uso marítimo se utilizan varios grados de petrodiésel, que van desde el diésel corriente hasta el fueloil pesado:
- Diésel, un poco menos refinado que el que se usa en los motores de combustión interna de la industria automotriz;
- MDO (Marine Diesel Oil), un diésel intermedio;
- IFO (Intermediate Fuel Oil), un producto a mitad de camino entre el fuel y el diésel;
- MFO (Medium Fuel Oil), una mezcla de HFO y MDO;
- HFO (Heavy Fuel Oil), sustancia pastosa, marrón oscuro y viscosa que a temperatura ambiente no fluye, por lo que hay que precalentarlo antes de quemarlo.[cita requerida]

## Emisiones contaminantes
Las normativas sobre emisiones en la Unión Europea han obligado a las refinerías a reducir drásticamente los niveles de esas impurezas, dando como resultado un combustible fósil más limpio. Las regulaciones de Estados Unidos al respecto son menos exigentes, ya que allí se usa más la gasolina y sus regulaciones se han centrado en esta.
La reducción de los niveles de azufre hace que sean menos contaminantes de por sí y permiten el uso de un convertidor catalítico más sofisticado para reducir las emisiones de óxidos de nitrógeno. Sin embargo, esto también reduce las propiedades lubricantes del diésel, por lo que es necesario añadir aditivos que mejoren su lubricación.[cita requerida]